# Портрет крестьянина (картина Сезанна)
«Портрет крестьянина» (фр. Homme assis (Portrait de paysan)), также известна под названием «Садовник Валье» (фр. Le Jardinier Vallier) — картина французского живописца Поля Сезанна, написанная в 1905—1906 годах, из собрания музея Тиссен-Борнемиса в Мадриде с двумя авторскими повторениями из собрания Фонда Эмиля Бюрле в Цюрихе и Галереи Тейт в Лондоне. 

## Описание
Эта картина входит в серию пленэрных портретов, написанных Сезанном в Экс-ан-Провансе в последние годы жизни.
Садовник Валье позирует, сидя у ограды террасы новой мастерской художника в Лове, на голове у него шляпа-канотье. Несмотря на простую синюю одежду провансальского крестьянина, модель сообщает ощущение монументальности пропорций, заполняя собой основную часть полотна. Вертикальность фигуры противостоит мощной горизонтали ограды охряного тона. Прозрачные геометрические мазки сильно разведённой масляной краски разлагают изображение на мелкие цветовые планы. Уравновешенная формальная композиция прежних лет начинает рушиться по мере того, как Сезанн сливает форму и цвет в единое целое, чтобы выявить внутреннюю структуру вещей.
Последние портреты Сезанна, включая этот портрет крестьянина из собрания музея Тиссен-Борнемиса, итальянский искусствовед Лионелло Вентури охарактеризовал как «гениальные диалоги со смертью».

## Провенанс
Сразу после написания Сезанн передал картину своему арт-дилеру Амбруазу Воллару, который отправил её в США, где она выставлялась в галерее Rosenberg & Stiebel в Нью-Йорке. Там картину приобрёл Нортон Саймон из Лос-Анджелеса. В дальнейшем она поменяла нескольких владельцев и в 1976 году её в парижской галерее Жозефа Ана купил Ханс Тиссен-Борнемиса. С 1992 года картина значится в собрании музея Тиссен-Борнемиса.
К картине существуют два предварительных этюда. 
Один из них датируется около 1905—1906 года (бумага, акварель; 47,9 × 31,5 см). Этот этюд также первоначально находился в собрании Воллара, затем через нью-йоркскую галерею Rosenberg & Stiebel был продан Паулине К. Палмер и в 1983 году подарен её наследниками Чикагскому институту искусств (инвентарный № 1983.1498).
Другой этюд, датируемый около 1904—1906 года (бумага, акварель, карандаш; 47,5 × 31 см), как и предыдущий, выставлялся у Воллара, далее поменял нескольких владельцев и 6 ноября 2007 года был продан на аукционе Кристис за 17 401 000 долларов США. На этом эскизе заметно что Сезанн ещё не определился с формой шляпы и варьировал тулью от плоской к закруглённой; закруглённый вариант получил воплощение в двух последующих версиях картины.

## Последующие варианты
В 1906 году Сезанн написал ещё два варианта этого портрета, оба они фигурируют под названием «Садовник Валье». Основные отличия этих вариантов: Валье изображён на фоне стены, и на голове у него шляпа с закруглённой тульей.
Первый вариант (холст, масло; 65 × 54 см) сразу после написания был выставлен в галерее Воллара и продан в галерею "Мальборо" в Лондоне, где 2 февраля 1954 года его за 180 000 швейцарских франков купил швейцарский бизнесмен и коллекционер Эмиль Георг Бюрле. После смерти Бюрле его наследниками был основан фонд его имени, за счёт средств которого был открыт публичный музей, в собственность которого было передано всё собрание Бюрле. 
Второй вариант (холст, масло; 65,4 × 54,9 см) остался незаконченным (заметны значительные участки непрокрашенного холста) и долгое время находился в мастерской художника. В галерею Воллара картина была передана лишь 14 сентября 1926 года, спустя 20 лет после смерти художника. 23 марта 1927 года её приобрёл лондонский арт-дилер С. Фрэнк Ступ, у которого картина в 1933 году была куплена британским правительством для галереи Тейт. 

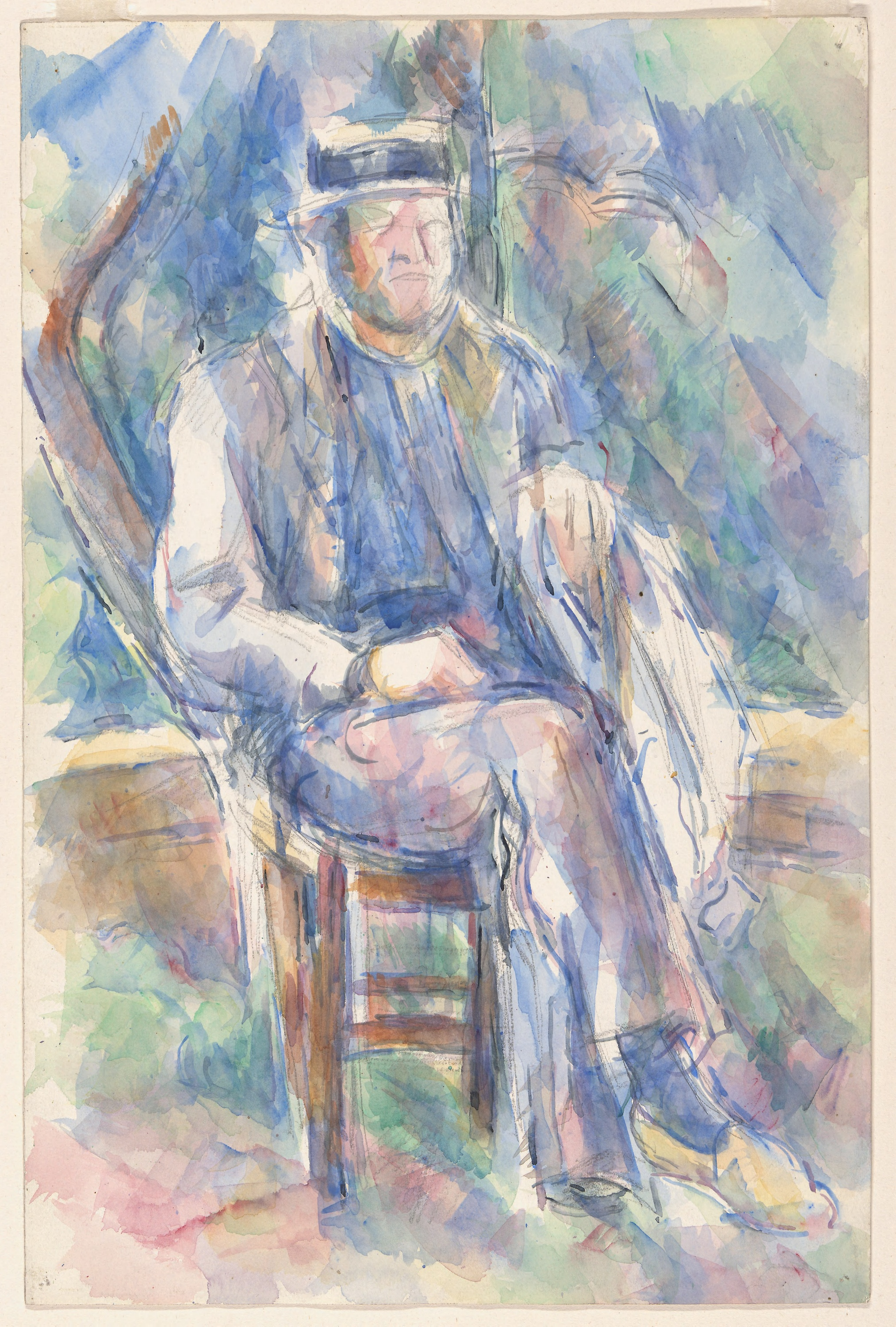
Этюд из Чикагского института искусств
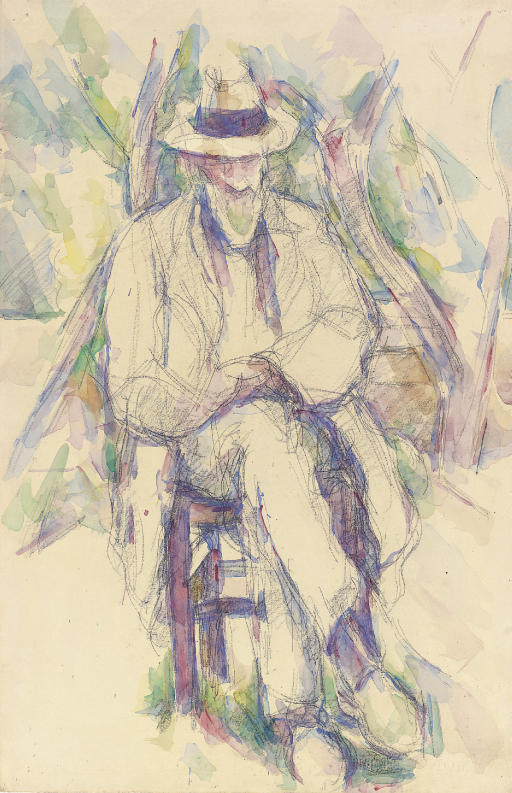
Этюд из частной коллекции, проданный 6 ноября 2007 года на аукционе Christie's
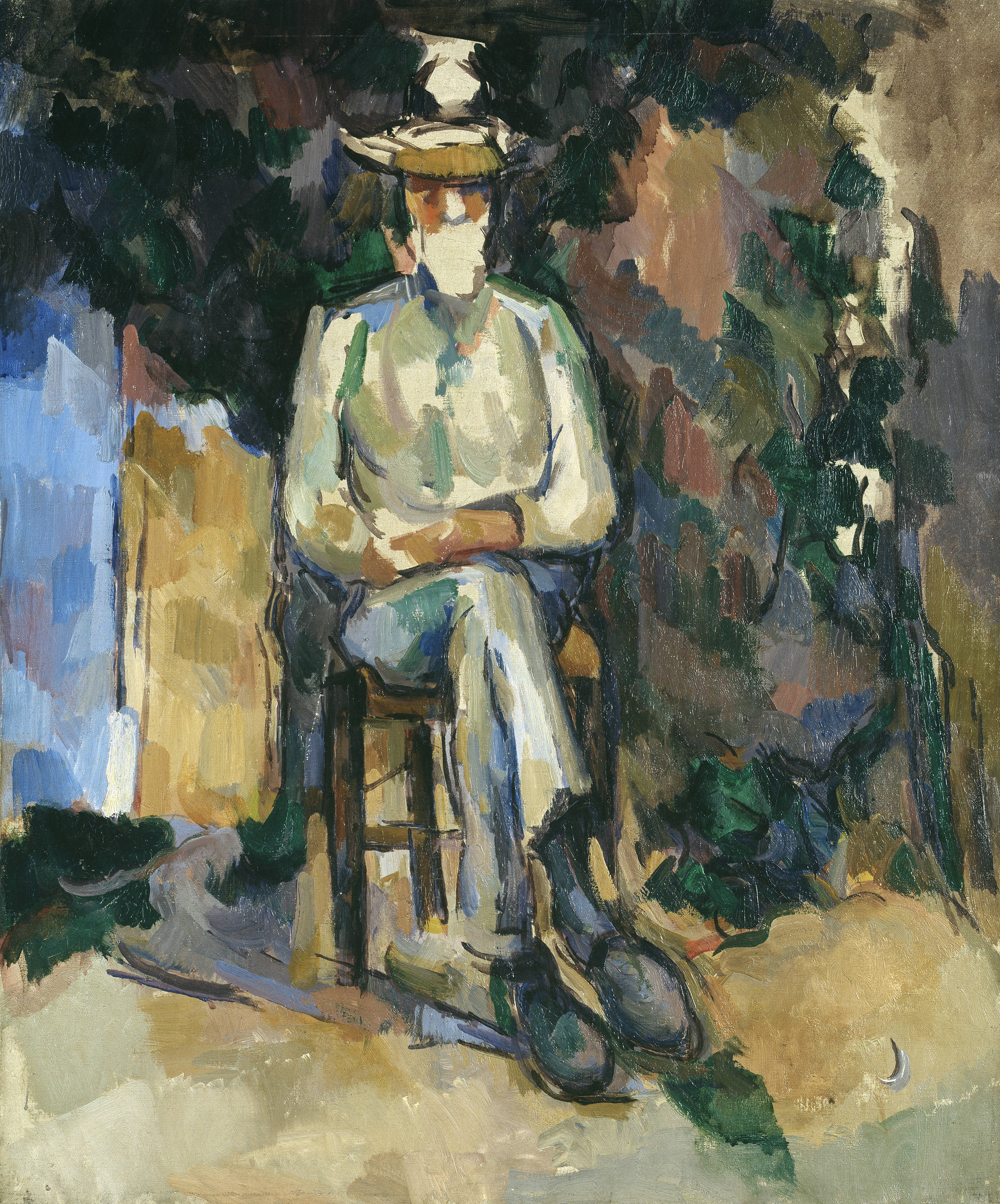
Вариант из собрания Эмиля Бюрле
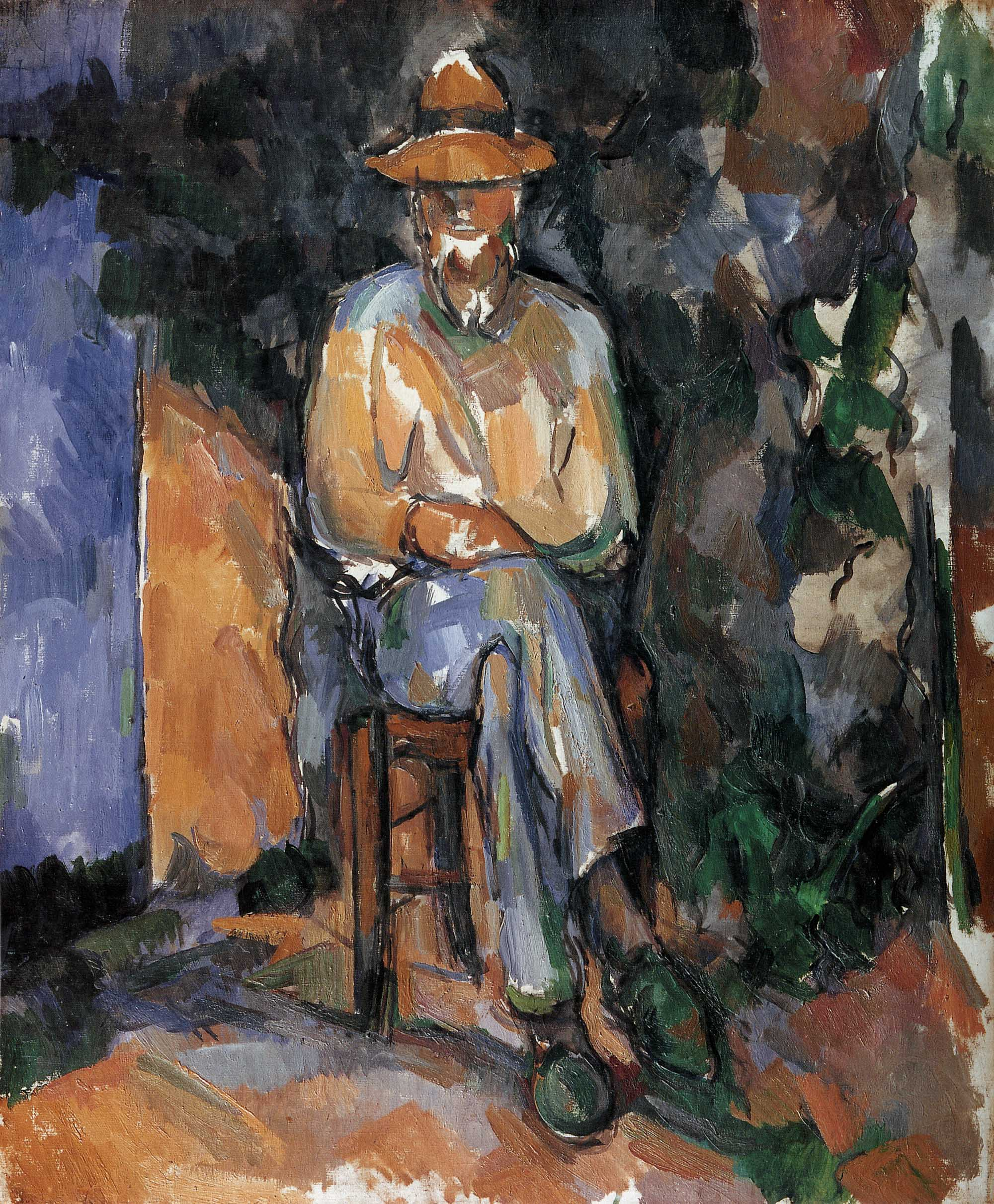
Незаконченный вариант из галереи Тейт